# Agustinia ligabuei
Agustinia ligabuei ("ärar Agustin och Ligabue") är en art av dinosaurier som tillhör släktet Agustinia, en sauropod från yngre delen av krita i det som idag är Sydamerika. Liksom alla kända sauropoder var den fyrbent och växtätare. Vissa sauropoder är kända för att ha kroppspansar, men Agustinias pansar var unikt även bland sauropoder. Det bestod i en serie av vida, vertikala taggar eller plattor som följde mitten av ryggen, och liknar en aning den obesläktade Stegosaurus pansar. Förutom pansaret är mycket litet känt om Agustinias anatomi. Ett vadben som hittats är runt 90 cm långt. Om man jämför detta med samma ben hos närbesläktade sauropoder ger detta vid handen att Agustinia kan ha varit runt 15–16 meter lång, 4 meter upp till höften och ha vägt 20 ton.

## Namn
Namnet Agustinia syftar på upptäckaren av arten, den då unge studenten och medlemmen av en paleontologisk forskargrupp Agustin Martinelli. Dinosaurien namngavs första gången i ett abstract skrivet av en berömd argentinsk paleontolog, José F Bonaparte, år 1998, året efter att forskargruppen funnit kvarlevorna. Då var det ursprungliga släktnamnet Augustia, vilket, som det senare visade sig, redan var upptaget av en skalbagge (se även: Megapnosaurus och Protognathosaurus oxyodon). Bonaparte ändrade då namnet till Agustinia i en vetenskaplig artikel som publicerades år 1999. Där presenterades även familjen Agustiniidae för första gången. I släktet finns en namngiven art, A. ligabuei. Efterledet är uppkallat efter Dr. Giancarlo Ligabue, en filantrop från Venedig som gav ekonomiskt stöd till den expedition som fann kvarlevorna.

## Fynd
Agustinia hittades i Lohan Cura-formationen i Neuquén i Patagonien, Argentina. Formationen tros ha bildats under yngre krita, under den senare delen av apt- och under albepokerna, det vill säga för mellan 116 och 100 miljoner år sedan. 
Man har inte hittat ett helt skelett. Fyndet består bland annat av fragment efter kotor från ryggraden, höft och svans, samt 9 av de märkligt formade plattor eller taggar som var fästade till dessa kotor. Delar av bakbenen har också hittats, nämligen ett vadben, skenben och fem ben från fötterna. Ett lårben hittades på platsen men var så illa tilltygat att det inte kunde tas tillvara.

## Klassificering
På grund av sina ovanliga drag fick Agustinia från början en egen familj, Agustiniidae (Bonaparte, 1999). Detta familjenamn har dock inte blivit allmänt accepterat. Agustinia är svår att klassificera på grund av att fynden är så fragmentariska, och att den har drag av både diplodocider och titanosaurier. Båda grupperna fanns i Argentina under yngre krita, så troligen tillhör Agustinia någon av dem. Till dess man hittat mer fullständiga lämningar är det svårt att säga vilken av dem.